# 아프리카가물치속
아프리카가물치속(학명: Parachanna)은 가물치과에 속하는 속으로, 속에 속한 3종 모두 아프리카 대륙에 서식한다.

## 종
- 아프리카가물치 (Parachanna africana)
- 갈색가물치 (Parachanna insignis)
- 어스름가물치 (Parachanna obscura)